# Polt Kalleh
Polt Kalleh (persiska: پلت کله) är en ort i Iran.   Den ligger i provinsen Mazandaran, i den norra delen av landet, 130 km norr om huvudstaden Teheran. Antalet invånare är 767.
Terrängen runt Polt Kalleh är platt åt nordost, men åt sydväst är den kuperad. Runt Polt Kalleh är det ganska tätbefolkat, med 116 invånare per kvadratkilometer. Närmaste större samhälle är Tonekābon, 10,7 km nordväst om Polt Kalleh. 